# یواس‌اس واسایک (آی‌دی-۳۲۳۰)
یواس‌اس واسایک (آی‌دی-۳۲۳۰) (به انگلیسی: USS Wassaic (ID-3230)) یک کشتی بود که طول آن ۴۲۳ فوت ۹ اینچ (۱۲۹٫۱۶ متر) بود. این کشتی در سال ۱۹۱۸ ساخته شد.